# Kidderminster
Kidderminster je město v okrese Wyre Forest, v anglickém hrabství Worcestershire. Nachází se asi 17 mil (27 km) jihozápadně od města Birmingham a asi 15 mil (24 km) severně od centra města Worcester. V roce 2001 měl Kidderminster 55 182 obyvatel. Partnerským městem Kidderminsteru je německý Husum.

## Historie
V okolí dnešního Kidderminsteru dříve žili Husmeraeni, ti byli z anglosaského kmene.[zdroj?] Kolem 12. a 13. stol. se Kidderminster nazýval Kedeleministre nebo Kideministre.
Zpráva parlamentu z roku 1777 uváděla, že město Kidderminster má chudobinec, ve kterém je až 70 chovanců. Na základě tzv. Gilbertova zákona z roku 1782 byla založena Kidderminster Union, jejímž cílem bylo pomoci chudým.

## Zajímavá místa
Caldwall Castle – hrad vzniklý během čtrnáctého století, z něhož zůstala jen jediná věž.
V Kidderminsteru je několik kostelů:
- Kostel Panny Marie a Všech svatých, založený už v 15. století,
- Kostel sv. Jiří leží na Radford Avenue. Byl navržen Francisem Goodwinem a byl stavěn od roku 1821 do roku 1824.
- Kostel sv. Jana leží na Bewley Road. Byl navržen architektem Matthewem Steelem a byl postaven v roce 1843.

Kidderminster College je menší univerzita v centru Kidderminsteru, rozdělená do tří částí.
Poblíž města se nachází safari (West Misland Safari Park), které bylo poprvé otevřeno 17. dubna 1973, dnes má rozlohu 81 ha.

## Sport
Místní fotbalový tým Kidderminster Harries FC hraje Conference Premier, což je pátá nejvyšší fotbalová liga v Anglii, kterou v roce 1999/2000 vyhrál. Má stadion Aggborough s kapacitou 6250 diváků.

## Místa pro volný čas
Ve městě jsou kina, plavecké bazény, sportovní centra, fotbalový stadion.

## Galerie

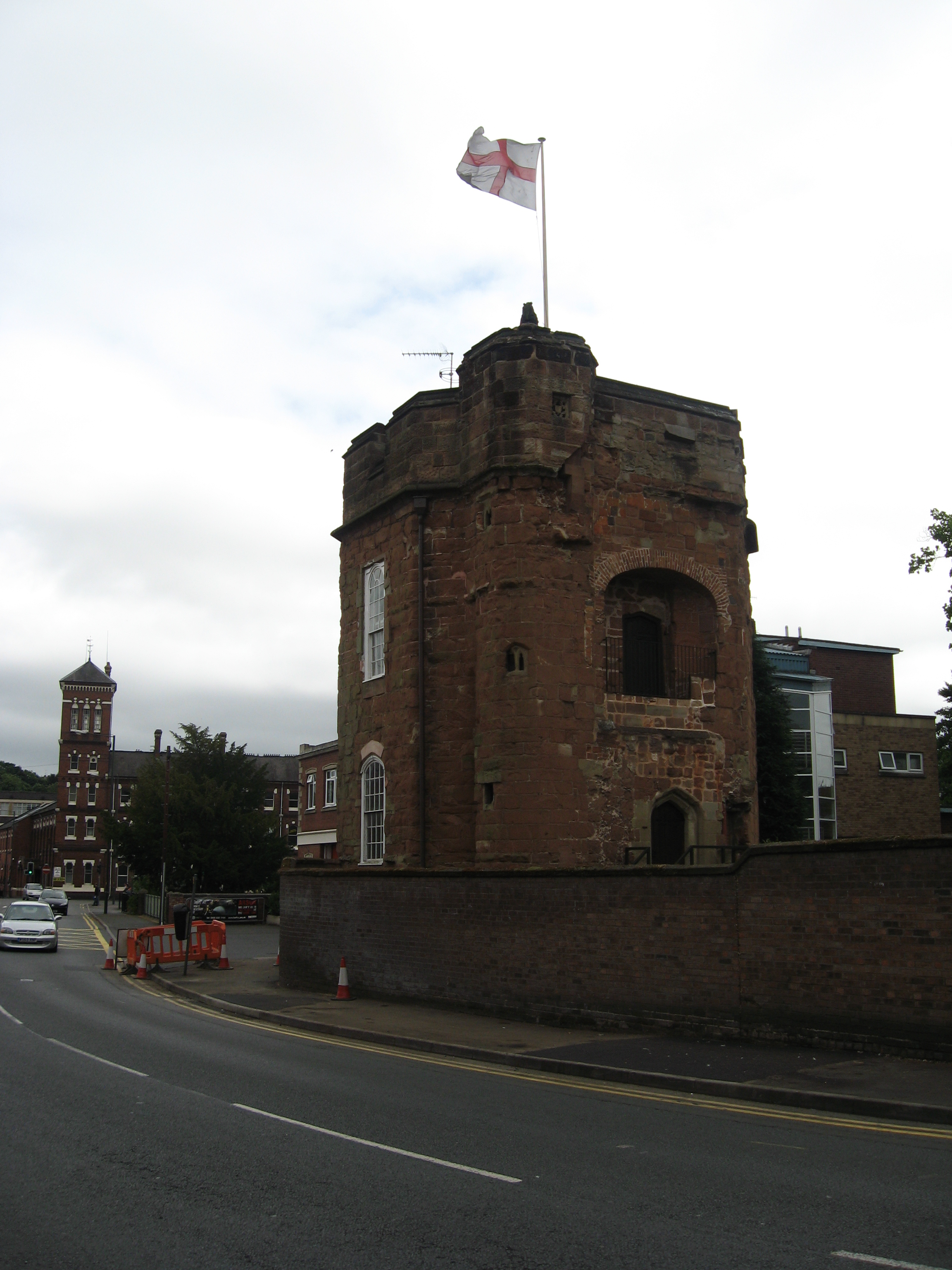
Hrad Caldwall
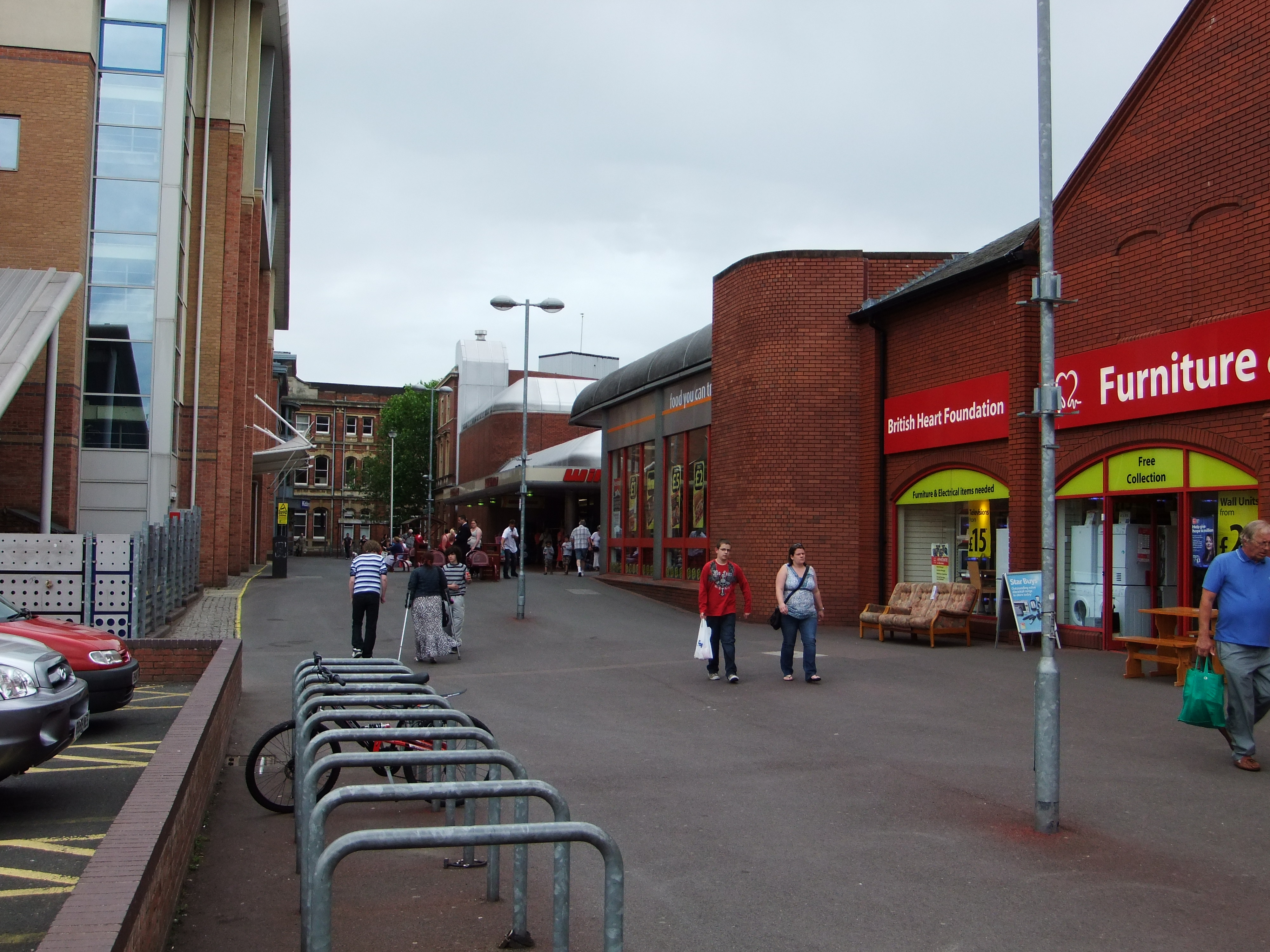
Market Street
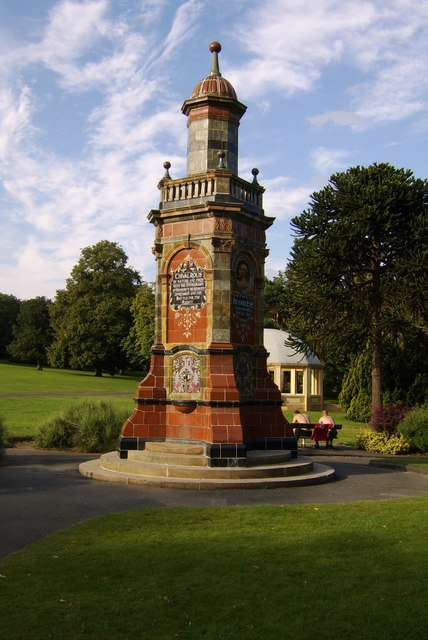
Monument v Kidderminsterském parku
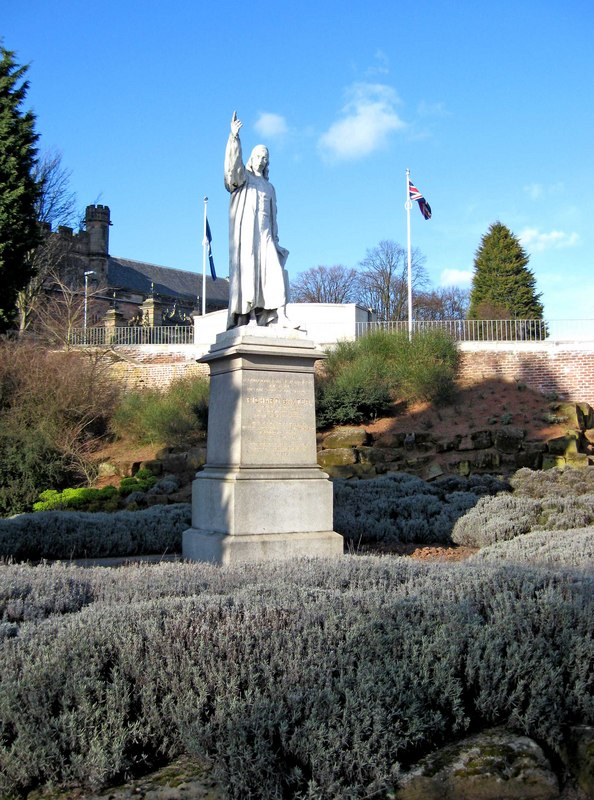
Socha Richarda Baxtera
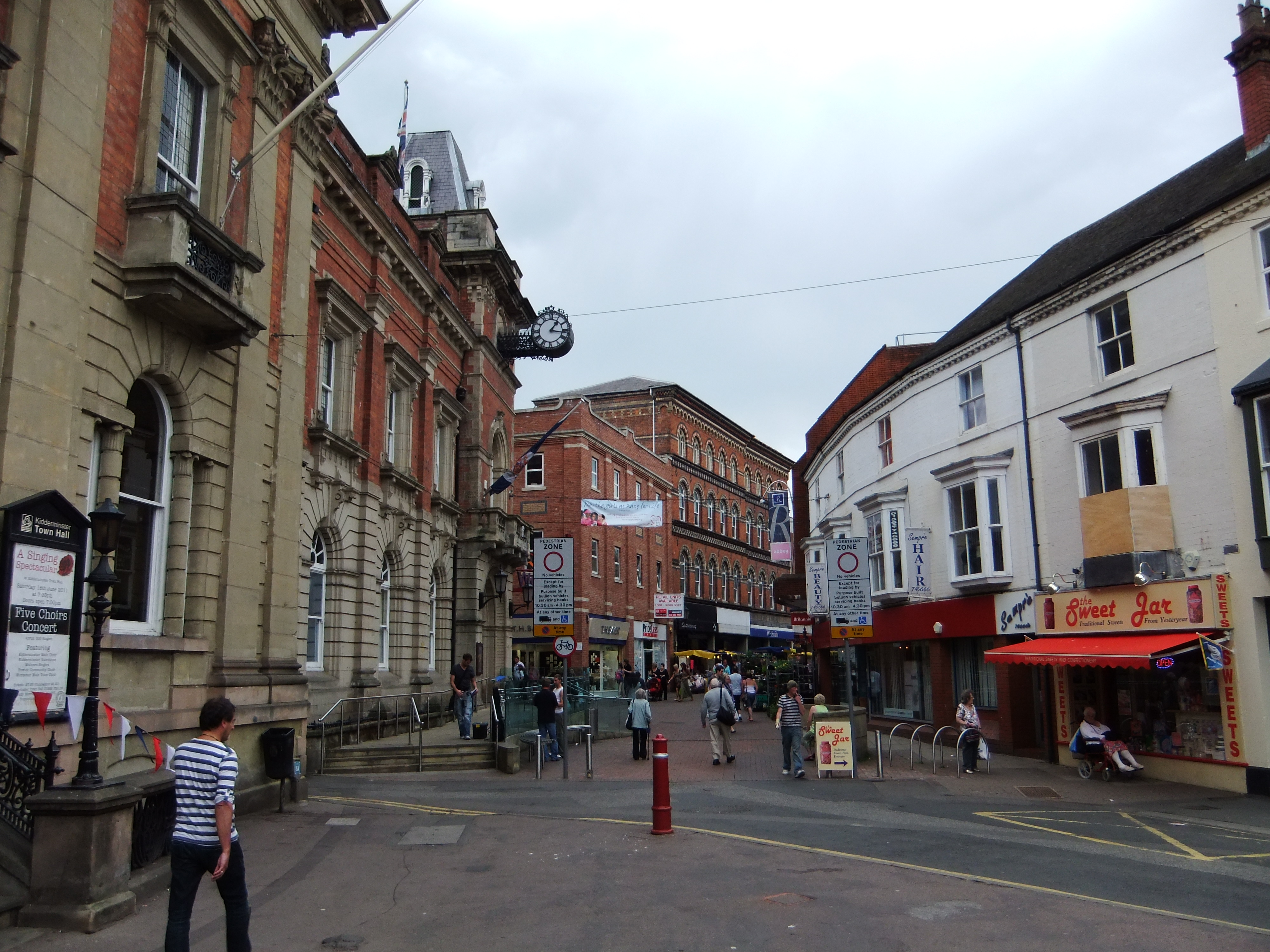
Vicar Street
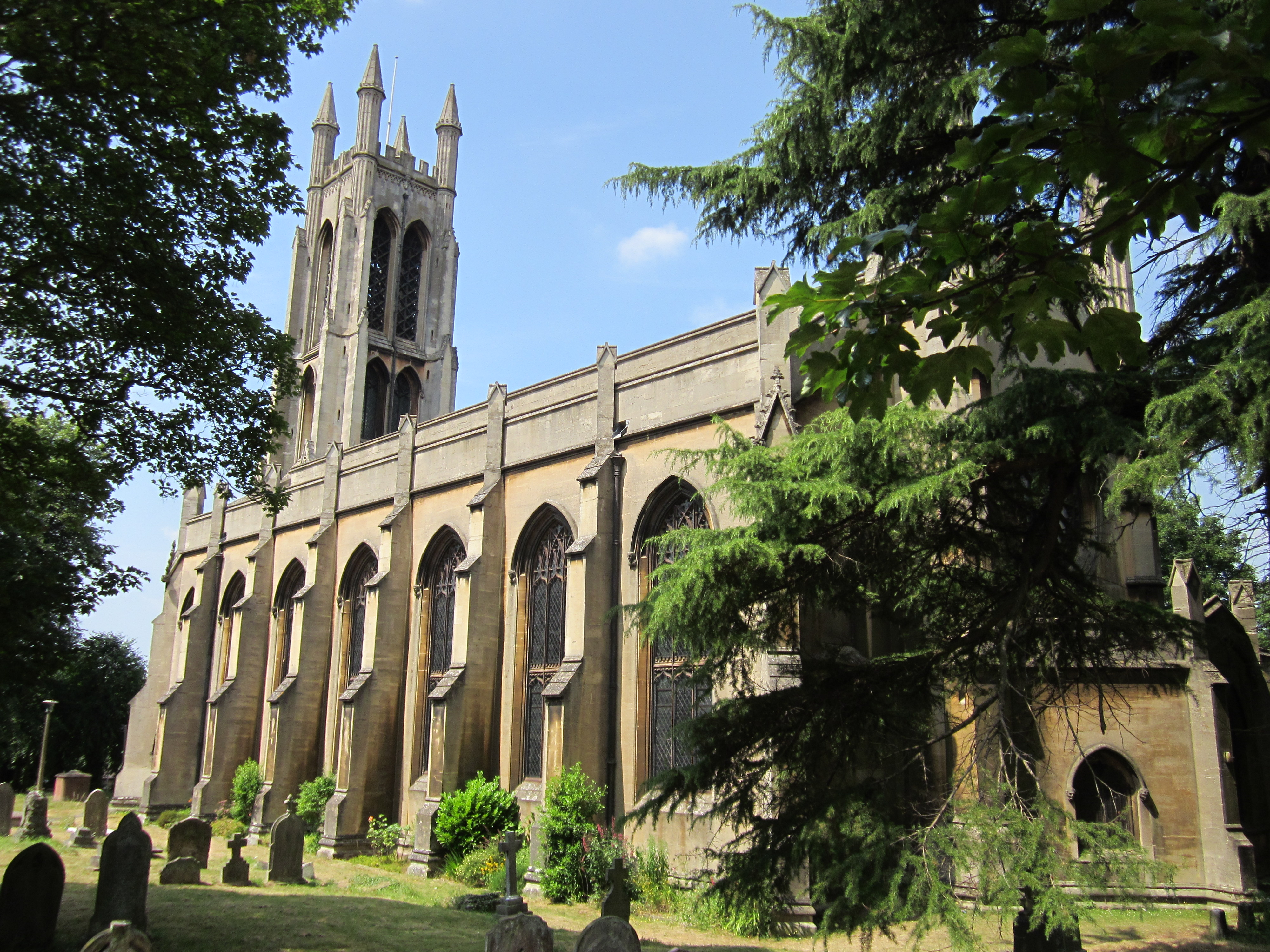
Kostel svatého Jiří
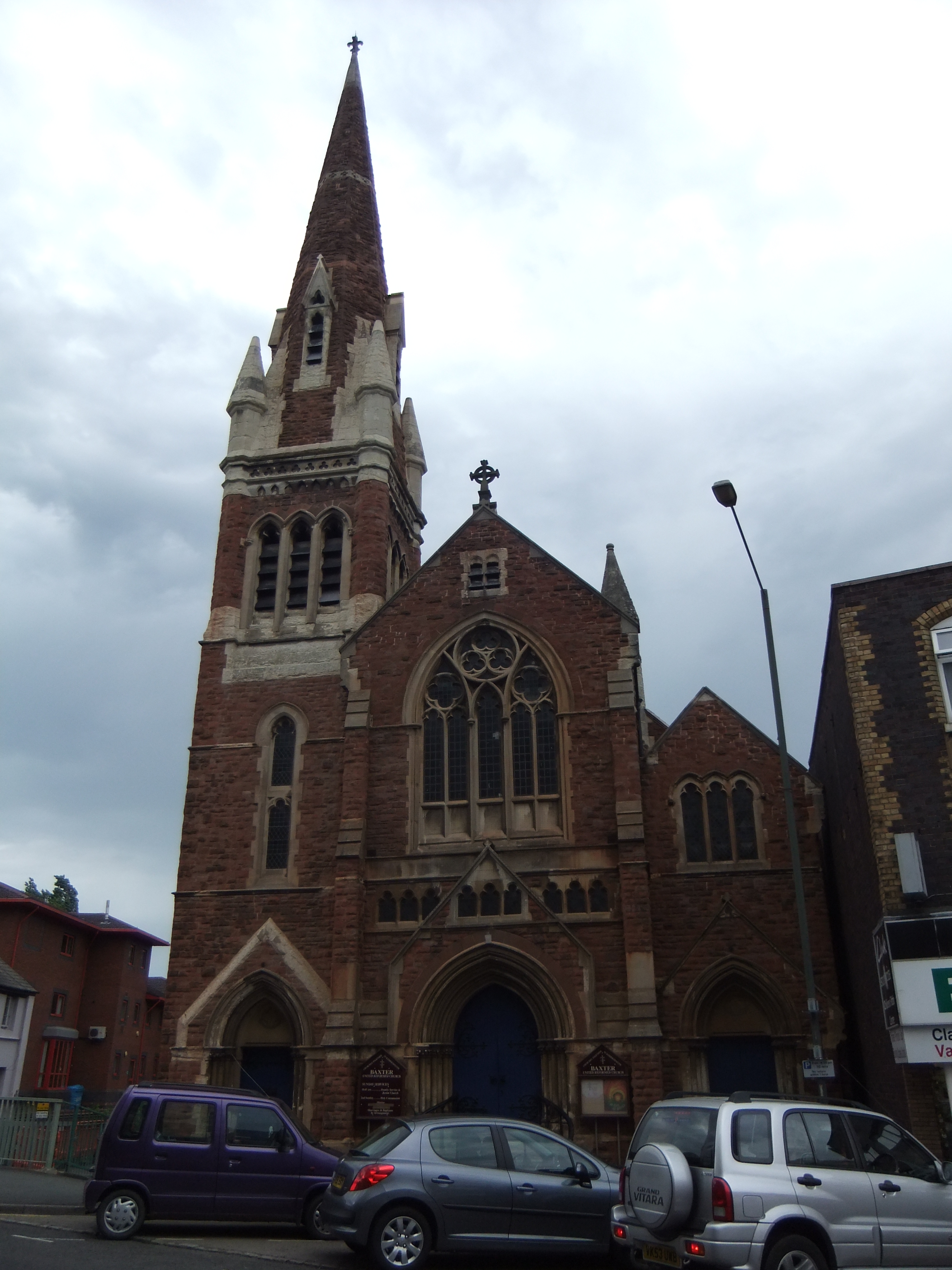
Kostel svatého Jana